# Prionus lameerei
Prionus lameerei là một loài bọ cánh cứng trong họ Cerambycidae.